# ليفيو ماير
ليفيو ماير (بالألمانية: Livio Meier) هو لاعب كرة قدم ليختنشتاني في مركز الوسط، ولد في 10 يناير 1998 في فادوتس في ليختنشتاين. لعب مع نادي سانت غالن.

## وصلات خارجية
- ليفيو ماير على موقع الاتحاد الدولي (مؤرشف)  (الإنجليزية)
- ليفيو ماير على موقع الاتحاد الأوربي (الإنجليزية)
- ليفيو ماير على موقع قاعدة بيانات كرة القدم.إي يو (الإنجليزية)
- ليفيو ماير على موقع ناشيونال فوتبول تيمز (الإنجليزية)
- ليفيو ماير على موقع Soccerway.com (الإنجليزية)
- ليفيو ماير على موقع عالم كرة القدم.نت (الإنجليزية)